# Crepidium insulare
Crepidium insulare là một loài thực vật có hoa trong họ Lan. Loài này được (Tang & F.T. Wang) X.Qi Chen & J.J. Wood mô tả khoa học đầu tiên năm 2009.